# آلبرت باخمن (ژیمناست)
آلبرت باخمن (انگلیسی: Albert Bachmann؛ زادهٔ ۸ نوامبر ۱۹۰۶ - درگذشت نامشخص) ژیمناست هنری اهل سوئیس است.
وی در مسابقات کشوری و بین‌المللی در مجموع برندهٔ ۱ مدال نقره، ۱ مدال برنز شده‌است.